# Cebreros
Cebreros es un municipio y localidad española de la provincia de Ávila, en la comunidad autónoma de Castilla y León. Cuenta con una población de 3239 habitantes (INE 2024). Forman parte de su patrimonio histórico y artístico la iglesia de Santiago Apóstol, la ermita de Valsordo y una picota. En el municipio se encuentran también una estación de seguimiento de satélites de espacio profundo de la Agencia Espacial Europea y un museo dedicado a la figura de Adolfo Suárez y la Transición.

## Símbolos
El escudo y bandera que representan al municipio fueron aprobados de manera oficial el 28 de octubre de 1993 y sus descripciones son las siguientes:

Escudo heráldico: En campo de azur una cebra en su color Terrazada de oro. Timbrado de la Corona Real Española.
Boletín Oficial de Castilla y León nº 243 de 21 de diciembre de 1993

Bandera: Cuarta en cruz, 1 y 4 en rojo, y 2 y 3 blanca, enmarcada al círculo, de azul celeste, con cuatro hojas de vid, blancas, una en cada esquina, Brochante al centro, el escudo municipal.
Boletín Oficial de Castilla y León nº 243 de 21 de diciembre de 1993

## Geografía
La localidad se encuentra a una altitud de 755 m sobre el nivel del mar. El municipio, que tiene una superficie de 137,47 km², limita con los términos de El Hoyo de Pinares, San Bartolomé de Pinares, Navas del Rey, El Tiemblo, El Barraco, Robledo de Chavela y San Martín de Valdeiglesias.
El municipio forma parte de la comarca Burgohondo-Cebreros-El Tiemblo.
| Noroeste: San Bartolomé de Pinares | Norte: El Hoyo de Pinares                                          | Noreste: El Hoyo de Pinares, Valdemaqueda (Comunidad de Madrid)                    |
| Oeste: El Barraco                  |                                                                    | Este: Valdemaqueda (Comunidad de Madrid), Robledo de Chavela (Comunidad de Madrid) |
| Suroeste: El Barraco               | Sur: El Tiemblo, San Martín de Valdeiglesias (Comunidad de Madrid) | Sureste: Navas del Rey (Comunidad de Madrid)                                       |

## Historia
Aunque no se puede afirmar de una forma tajante, puede decirse que Cebreros fue tierra de celtas (hay restos arqueológicos que así lo atestiguan); posiblemente los vetones pusieron la semilla de lo que hoy en día es Cebreros.
De la época del Imperio romano se puede mencionar, según Juan Martín Carramolino en su Historia de Ávila, su provincia y obispado, que existía un gran toro de granito que se hallaba en la ribera del Alberche y era el límite entre la provincia Tarraconense y Lusitania, toro que se supone situado en el municipio de Cebreros y que seguramente fue destruido por la acción de las lluvias y el paso del tiempo. No hay que confundir este toro con los Toros de Guisando, de la vecina localidad de El Tiemblo.
La primera referencia histórica cierta de la que se tiene constancia data del 1301 d. C., año en que el rey Fernando IV cede a su tío, el infante Juan, la villa de Cebreros. Hacia mediados de ese mismo siglo se construyó la iglesia vieja, construcción que hoy en día se puede seguir contemplando, que ha sido reconstruida y alberga desde 2009 el Museo de Adolfo Suárez y la Transición.
Del siglo XV se puede apuntar como anécdota que la reina Isabel la Católica estuvo cuatro veces de paso por la villa de Cebreros, durante la segunda de estas "visitas" tuvo un aborto en la antigua calle de los Mesones (Historia de las Grandezas de Ávila, del padre Ariz; En el hogar de los Reyes Católicos, de Félix de Llanos y Torriglia). La cuarta vez que "pasó" por allí fue cuando su cortejo fúnebre tuvo que detenerse en ese pueblo para que un carpintero hiciese un armazón de madera y poder transportar con más comodidad su ataúd, que iba entre dos mulas, durante el trayecto desde Medina del Campo (donde falleció el 26 de noviembre de 1504) hasta Granada donde llegó el 18 de diciembre.

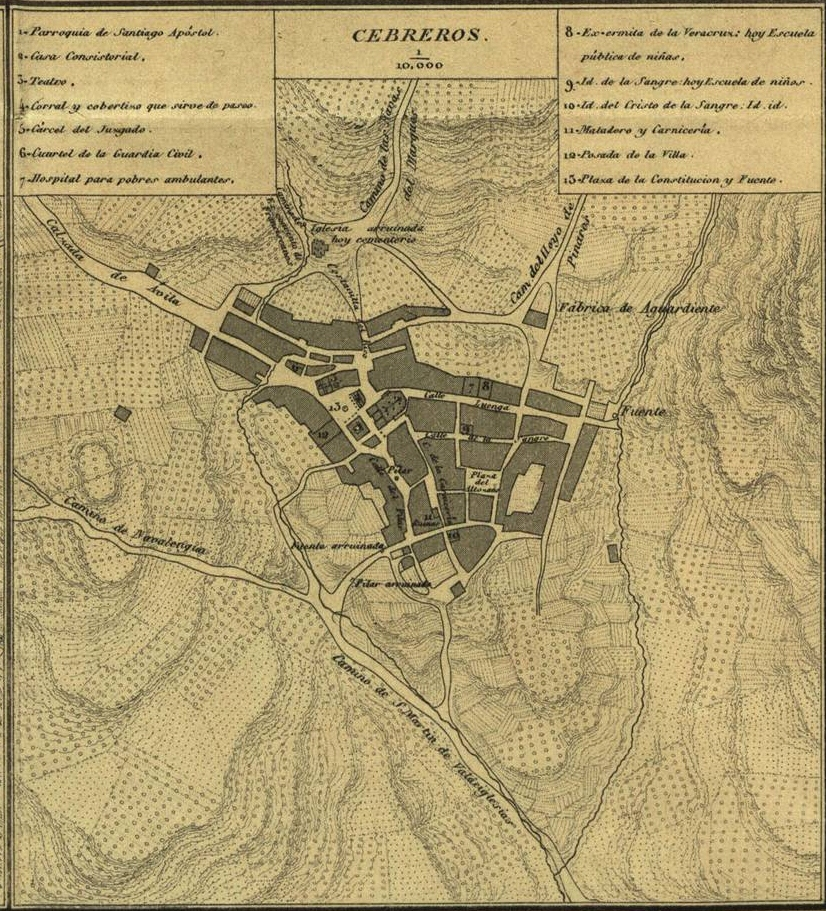
Mapa de la localidad de Francisco Coello (1822-1898) publicado en 1864.

En 1562, durante el reinado de Felipe II Cebreros consiguió su independencia de la jurisdicción de Ávila, convirtiéndose en villa. En el siglo XVI se ha de situar también el boom cebrereño; debido a su situación geográfica como zona de paso del camino imperial de Toledo a Valladolid. Cebreros se convirtió en lugar de tránsito para comerciantes y ganaderos, que contribuyeron al engrandecimiento y enriquecimiento de la localidad. En esa época se construyeron varias fundiciones de vidrio y una de madera que abastecieron en su día al monasterio de El Escorial. Esta época de esplendor económico se ve frenada en el siglo XVIII con una fuerte crisis.
Del siglo XIX cabe destacar la construcción de tres molinos para la fabricación de pasta de papel y uno para la fabricación de curtidos, y la proliferación de bodegas, ya que es por aquel entonces cuando la explotación de las vides comienza a tener mayor relevancia.
Ya en el siglo XX comienza el abandono de las tareas del campo y Cebreros comienza a sufrir el fenómeno de la emigración: surgen las industrias que hoy en día continúan (bodegas, carpinterías, porcelanas, talleres...) y se convierte en la segunda residencia de emigrantes y turistas de fin de semana y periodos vacacionales.
En 2009 se inauguró en Cebreros un museo dedicado a la figura del expresidente del gobierno Adolfo Suárez, natural de la localidad, y a la etapa histórica de la Transición.

## Demografía
Cebreros cuenta con una población de 3239 habitantes (INE 2024).
| Gráfica de evolución demográfica de Cebreros entre 1842 y 2021                                                      |
| |
| Población de derecho según los censos de población del INE Población de hecho según los censos de población del INE |

## Administración y política

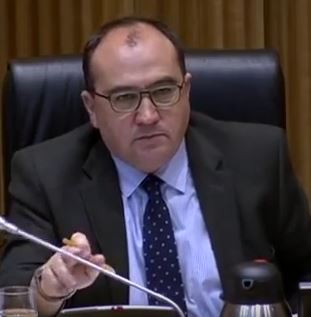
El alcalde de Cebreros, Pedro José Muñoz, tras las últimas elecciones celebradas en mayo de 2019

En las elecciones celebradas el 26 de mayo de 2019, el Partido Socialista Obrero Español (PSOE) obtuvo el 65,11 % de los votos, esto se traduce en 1215 votos a favor de la lista encabezada por Pedro José Muñoz. Frente a estos, el Partido Popular (PP), liderado por Ángel Moreno García, se quedó con 651. Pedro José Muñoz logró ser investido y revalidó la alcaldía de Cebreros con 7 concejales de los 11 que se disputaban, una mayoría absoluta. Este fue el tercer mandato de Muñoz tras los de los años 1984 y 2015.

|  | 9,55 % |

|  | 63,81 % |

|  | 21,29 % |

|  | 34,19 % |

|  | 54,5 % |

|  | 11,35 % |

|  | 0,76 % |

### Últimos alcaldes
| Periodo   | Alcalde                                                              | Partido |  |
| --------- | -------------------------------------------------------------------- | ------- |  |
| 1983-1987 | Mª Pilar García González                                             | AP      |  |
| 1987-1991 | Pedro José Muñoz (1987-1994) Mª del Carmen Méndez Rosado (1994-1995) | CDS     |  |
| 1991-1995 | Pedro José Muñoz (1987-1994) Mª del Carmen Méndez Rosado (1994-1995) | CDS     |  |
| 1995-1999 | Mª Pilar García González (1995-2006) Ángel Luis Alonso (2006-2007)   | PP      |  |
| 1999-2003 | Mª Pilar García González (1995-2006) Ángel Luis Alonso (2006-2007)   | PP      |  |
| 2003-2007 | Mª Pilar García González (1995-2006) Ángel Luis Alonso (2006-2007)   | PP      |  |
| 2007-2011 | Ángel Luis Alonso                                                    | PP      |  |
| 2011-2015 | Ángel Luis Alonso                                                    | PP      |  |
| 2015-2019 | Pedro José Muñoz                                                     | PSOE    |  |
| 2019-2023 | Pedro José Muñoz                                                     | PSOE    |  |
| 2023-2027 | Pedro José Muñoz                                                     | PNTAV   |  |

## Monumentos y lugares de interés

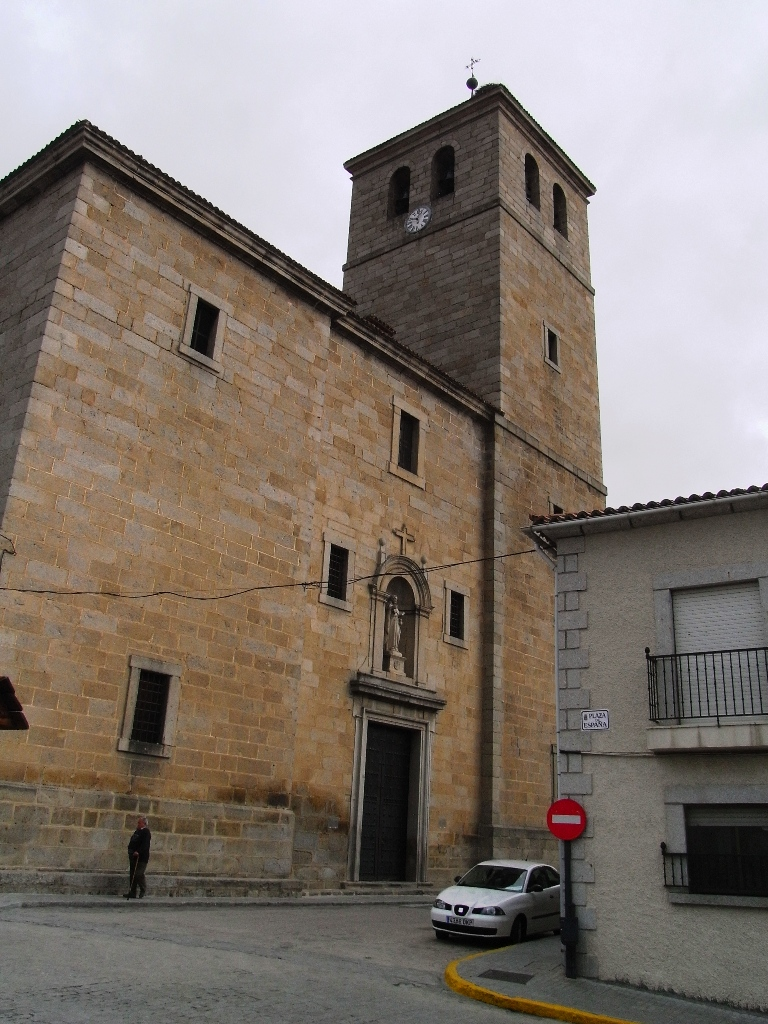
Iglesia de Santiago Apóstol

- Iglesia parroquial de Santiago Apóstol. Se comenzó a construir en 1550, tal y como figura en el Archivo Histórico provincial. Su arquitecto, Alonso de Covarrubias, fue quien trazó los planos, sin embargo, su muerte en 1569 hicieron que le sustituyese al frente del proyecto Pedro de Tolosa. Así, el resultado fue una iglesia sobria de estilo herreriano. Sus dimensiones son 54 m de largo por 16 m de ancho y 22 m de alto en el interior. De sus muros cuelgan algunos cuadros de gran valor artístico e histórico como La Sagrada Familia de Nazaret (siglo XVI), El Cristo muerto (siglo XVII) o El Bautismo de Cristo (siglo XVII). Cabe mencionar que tanto su altar como su retablo son de estilo barroco. El 17 de octubre de 1991, la Iglesia de Santiago Apóstol de Cebreros fue declarada bien de interés cultural con categoría de monumento. Además, el 19 de julio de 1996, el Diario de Ávila emitió una colección de medallas conmemorativas de la provincia, en la que una de ellas estaba dedicada a la iglesia.[17]

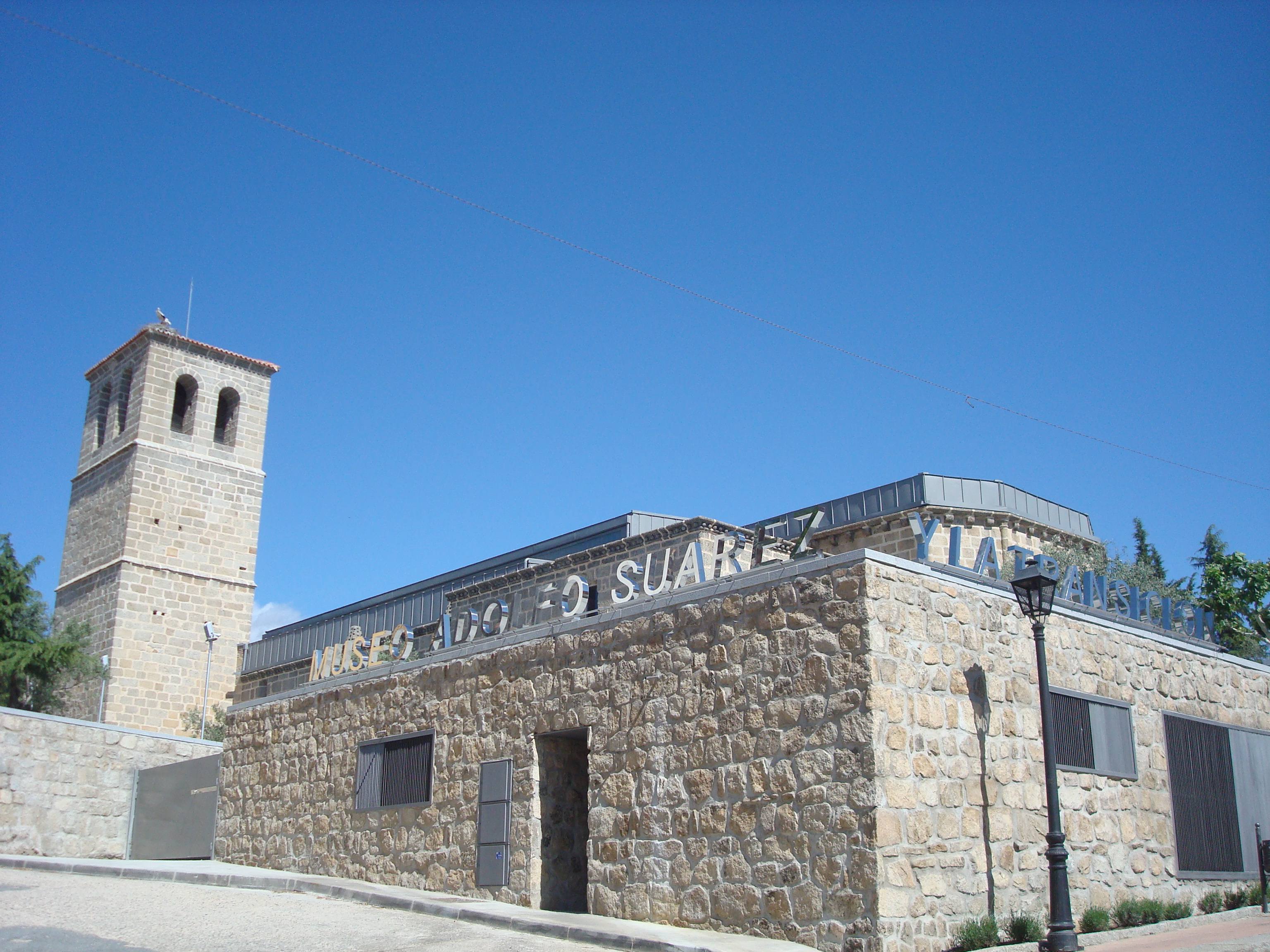
Museo Adolfo Suárez y la Transición emplazado sobre las ruinas de la iglesia vieja

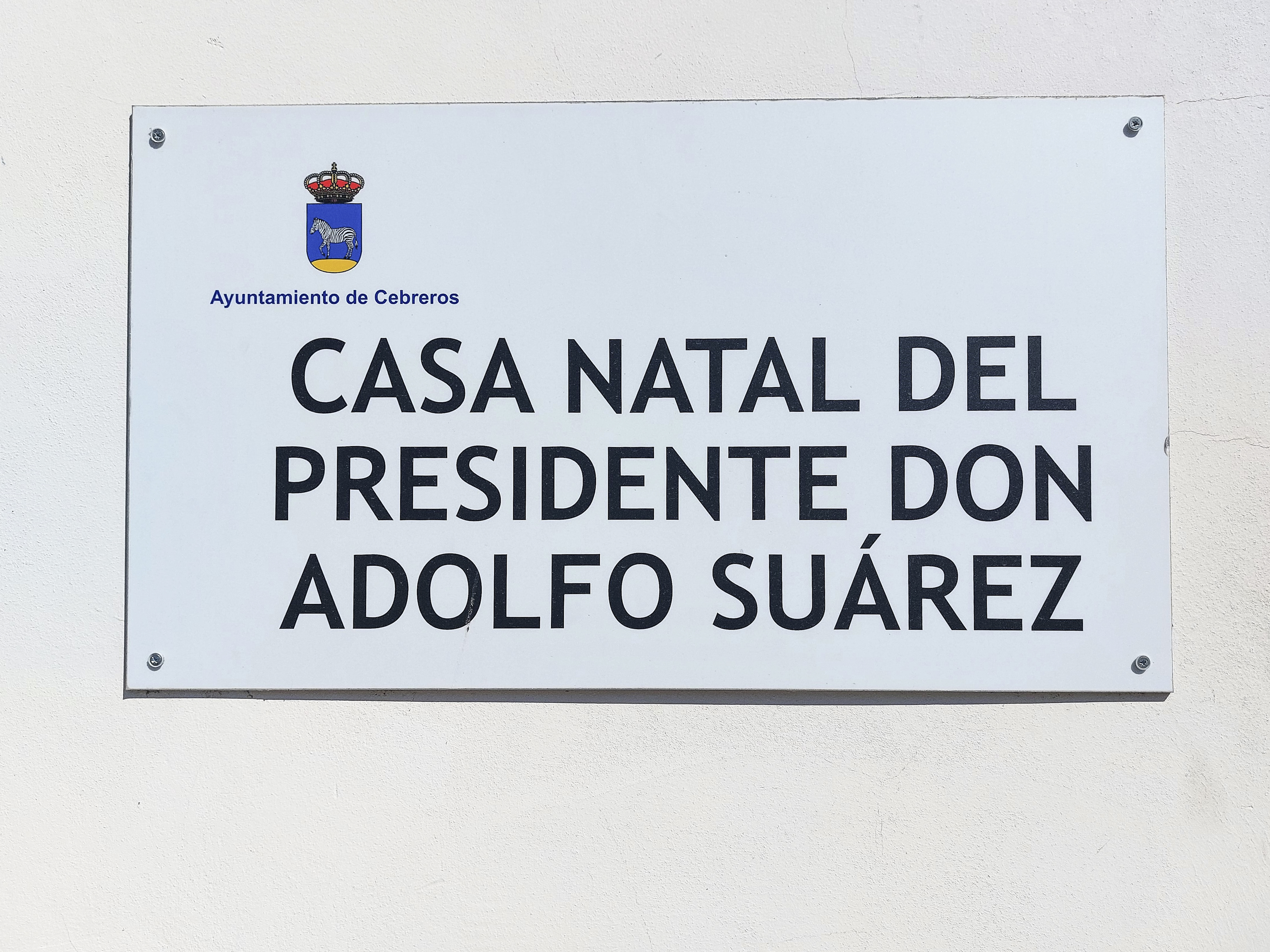
Cartel de la Casa Natal del Presidente Don Alfonso Suárez

- Cartel de la Casa Natal del Presidente Don Alfonso SuárezIglesia Vieja o de Santiago. Respecto a su fecha de construcción se estima en torno al siglo XIV, aunque el primer documento que habla de ella es posterior. Este esta fechado del 8 de marzo de 1480 y se encuentra firmado por los Reyes Católicos. Sin embargo, su posición en lo más alto del pueblo hicieron pensar a los historiadores que su origen fue una atalaya o castillete. La función de estas, fijadas cada 20 km, era alertar de la posible presencia de musulmanes en sus campañas de razias. Esta hipótesis se fija por la anterioridad cronológica de la torre, tal y como establece el historiador Gómez Moreno. De estilo gótico isabelino, se conservan la torre, las arcadas y el propio habitáculo, muy distinto de sus tres naves originales. Esta iglesia vieja fue durante más de dos siglos el templo parroquial del municipio hasta que la construcción de la nueva iglesia de Santiago Apóstol la convirtieron después en iglesia de capellanía. Desde 1980, el Ayuntamiento de Cebreros la restauró, acondicionándola junto a un parque infantil. Desde el año 2009, se aclimató y comenzó a albergar entre sus muros el Museo Adolfo Suárez y la Transición.[18]
- Ermita de Valsordo. Ubicada a 2 km de la localidad, muy cercana al río Alberche. Según un documento de principios de siglo, existía una ermita llamada Nuestra Señora de las Victorias y Virgen de los Toros, no teniendo constancia del nombre de Nuestra Señora de Valsordo hasta el siglo XIII a consecuencia de una serie de milagros que se comenzaron a hacer famosos en la época. Al lado de la ermita se encuentra un antiguo humilladero, de ninguno de los dos se sabe con certeza su fecha de construcción. Será en 1250 cuando en la Consignación de Rentas del Cardenal Gil Torres se citan datos de Valsordo. La Virgen de Valsordo es la patrona de Cebreros y su imagen se encuentra en la ermita hasta finales de julio, cuando es subida a la iglesia Santiago Apóstol permaneciendo en esta durante las celebraciones en su honor y devolviéndola en septiembre. La imagen original de la Virgen era una talla bizantina. Sin embargo, con la Guerra Civil (1936-1939) fue destruida y la ermita duramente dañada. En 1939, mediante varias imágenes que se tenían de ella, encargaron una parecida a la anterior. De esta manera, cuando la nueva Virgen de Valsordo, realizada en madera de Flandes, regresó a Cebreros fue vestida con los antiguos ropajes que portaba.[19]
- Puente de Valsordo y de Santa Justa. Dentro de la antigua calzada romana y de la Cañada Real Leonesa Oriental, se encuentra el puente de Valsordo que se halla sobre el río Alberche. Consta de tres ojos y se ubicó sobre un puente romano. Su cronología se sitúa en la Edad Media, cercano a la constitución del Concejo de la Mesta en 1273. De esta manera, se empleó sobre todo para el paso de la ganadería en la conexión de Toledo y Valladolid. Entre 1630 y 1640 fue duramente dañado, en la que incluso llegó a desaparecer una de sus bóvedas y uno de sus pilares. No era la primera vez que sufría desperfectos, ya que en 1504, la comitiva fúnebre de la reina Isabel la Católica, no pudo cruzar el puente que había sufrido desperfectos a causa de unas riadas. A su lado se encuentra un segundo puente más sencillo con un solo arco, que es el puente de Santa Justa. La construcción de este es posterior, dataría del siglo XVII y ha sido alterado posteriormente.[20]
- Picota o rollo de justicia. Se ubica en la parte más baja del pueblo, desde donde se divisa todo el valle del río Alberche, aunque se cree que no fue su posición original, ya que durante el Trienio Liberal (1820-1823) se mandaron destruir todas las picotas. En referencia a su fecha de construcción, no se tiene la certeza cronológica aunque se cree que fue entre los siglos XV-XVI, cuando el Consejo de la Hermandad, dedicado a proteger a los ciudadanos de los bandidos, empezó a construirlas. En Cebreros, se estima que esa fecha fue en 1562, ya que se le concedió el privilegio real con el título de villa, y eran los municipios con estas distinciones las que podían construirlas. La picota de Cebreros está formada por una grada cuadrangular, con cornisas y molduras. Las cuatro cornisas que la componen tienen diferentes figuras: una mujer, una cara masculina, un carnero y un mono. Cabe mencionar, que desde el Decreto 51/1963, todas las picotas han sido declaradas monumentos de interés histórico.[21][22]

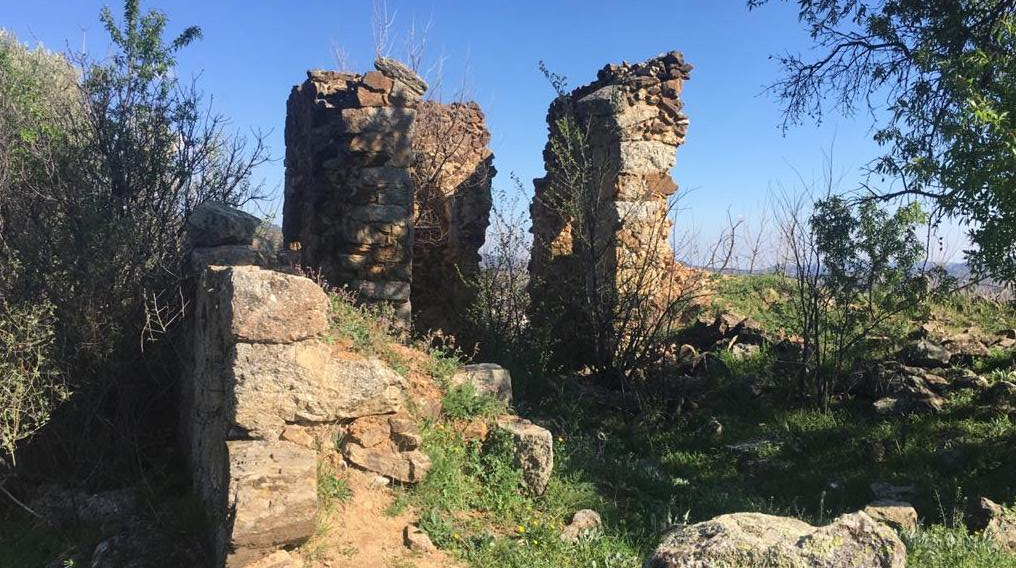
Ruinas del Convento 'El Dulce nombre de Jesús'

- Ruinas del convento 'Dulce nombre de Jesús'. Antiguo convento de los franciscanos descalzos. Fue fundado por el bachiller Francisco Albornoz en 1573 y el sexto convento en constituirse en la Orden de los Conventos de la Santa Provincia de San José. Fue destruido por los franceses durante la guerra de Independencia española. Sin embargo, se volvió a reconstruir en 1814, aunque perduraría en activo por poco tiempo más, ya que fue cerrado en 1835. Muchas de sus piedras fueron utilizadas para construir otros edificios del pueblo como el Cine Capitol.[23]
- Calzada romana. Se conserva una pequeña parte de ella y se cree que se englobaría dentro de la vía suroriental. Además de una calzada también incluiría un puente romano, que fue aprovechado en la Edad Media para construir el que se encuentra hoy en día. Posteriormente, fue empleada por la Mesta, pasando a formar parte de la Cañada Real Leonesa Oriental.[24]
- El Humilladero y la ermita de la Sangre. Los humilladeros son lugares religiosos que se encontraban, generalmente, a las entradas o salidas de los pueblos. En Cebreros hay dos: El Cristo de la Preciosa Sangre y el de la ermita de Valsordo, que era conocido como la capilla de la Virgen Chica. El primero se encuentra en el pueblo mientras que la otra se encuentra en la ermita de Valsordo ya que, antiguamente, era un camino real. La del Cristo de la Preciosa Sangre también conocida como ermita de la Sangre a consecuencia de que anteriormente albergaba una capilla u oratorio donde se veneraba la imagen de Cristo. Según consta en el Archivo diocesano de Ávila, en 1580 ya se tienen las primeras informaciones de esta.[25]

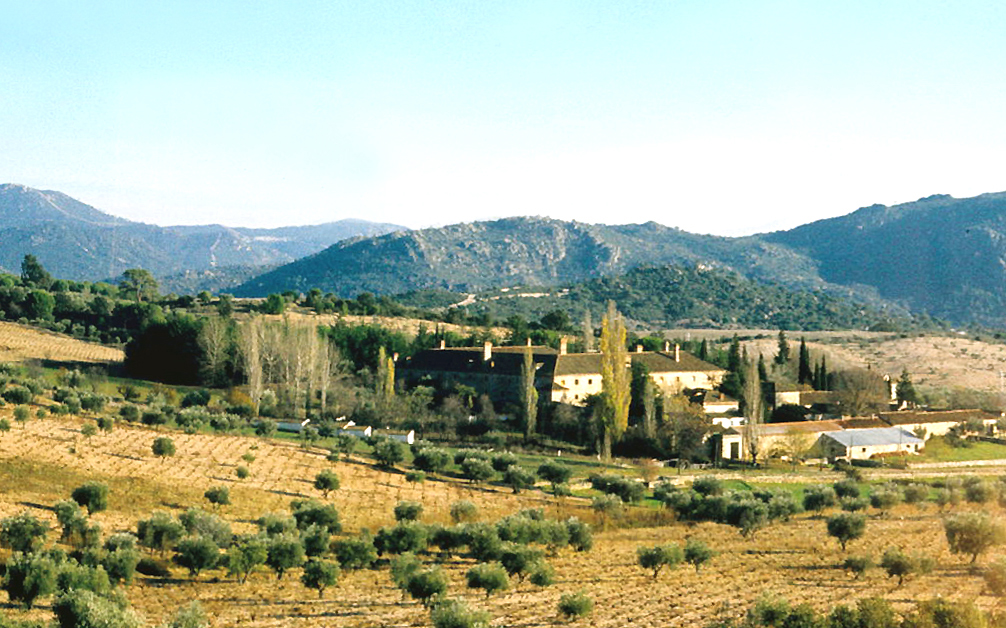
Palacio de El Quexigal

- Palacio de El Quexigal. Este palacio de estilo renacentista fue construido entre 1577 y 1593 por el arquitecto Juan de Herrera. Entre estas fechas se arregló la venta que había construido el anterior propietario, Diego de Villalba y lo convirtió en una Real Casa. Anteriormente, estuvo habitado por frailes jerónimos, donde se organizaban monterías, en las que incluso llegó a participar el rey Alfonso XI, ya que fue incluido el terreno de El Quexigal o Quejigal en el Libro de Montería de Alfonso XI. Ese 1563, corresponde con la compra de Diego de Villalba, quien comenzó a construir un palacio para explotar la zona y suministrar alimentos al Monasterio de El Escorial. Incluso el rey Felipe II manda construir unos hornos para fundir vidrio. También existía una ermita, que en 1587 mediante la bula del papa Sixto V se convirtió en la parroquia de Nuestra Señora de la Asunción de la Villa de San Quintín del Quexigal. A lo largo de su historia, varios reyes pasaron por este palacio, como el ya mencionado Alfonso XI, Felipe II, Felipe IV, Carlos II y Carlos IV. Cuando en el año 1956 sufre un incendio, pierde muchas obras de arte de reconocidos artistas. Las que no se quemaron fueron subastadas. En 1992 se declaró bien de interés cultural.[26]

### Estación de seguimiento de satélite

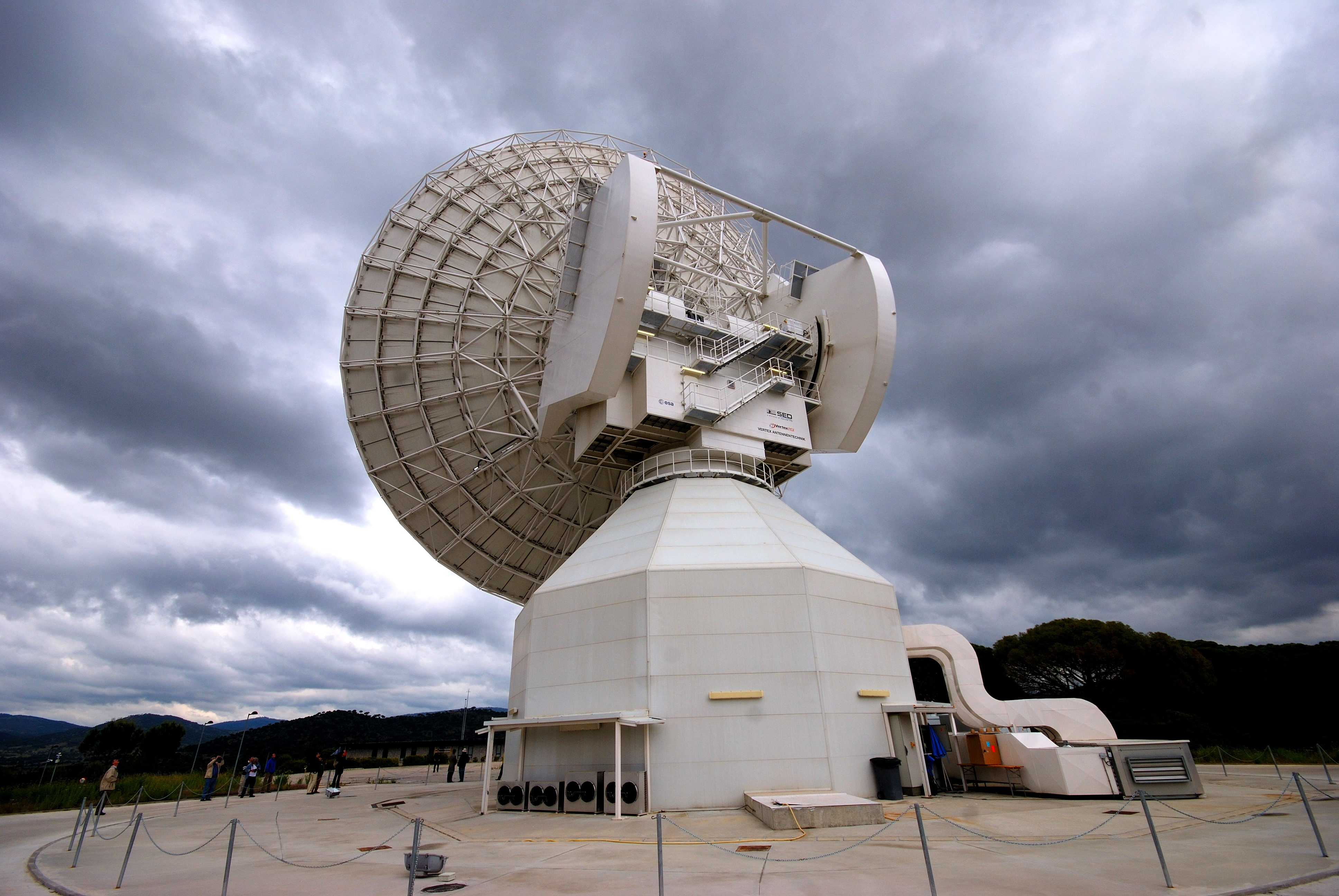
Vista de la antena de la Estación de Seguimiento de Satélites de Espacio Profundo.

En Cebreros está instalada una estación de seguimiento de satélites de la ESA (Agencia Espacial Europea) inaugurada el 28 de septiembre de 2005. Cebreros contaba con unas instalaciones de la NASA utilizadas desde 1965, cuando el Gobierno de España firmó un acuerdo con Estados Unidos para ampliar la estación que ya tenían en Robledo de Chavela. Sin embargo, no comenzó a operar hasta el 27 de diciembre de 1966. Su principal función fue el seguimiento que hizo la plataforma estadounidense del Programa Apolo, cuyo principal objetivo era lograr el aterrizaje del hombre en la Luna. La primera de sus funciones tras el éxito cosechado en 1969, fue la de seguir misiones como el "Survebor" y "Lunar Orbiter", aunque también la de seguir navíos no tripulados a Marte y Venus. La estación de Cebreros siguió funcionando hasta 1983.
Desde el año 2002, la Estación Europea del Espacio Profundo de la ESA pretendía establecer una nueva antena, existiendo dos principales candidatos: Villafranca del Castillo (Madrid) y Cebreros. Se decantaron por el municipio abulense a consecuencia de que el otro candidato tenía un excesivo desarrollo urbano que podría fomentar las interferencias. Además, Cebreros tenía un gran punto a su favor que era aparte de menos interferencias, las instalaciones que la NASA había tenido. Desde entonces y tras llegar a un acuerdo, iniciaron los trámites pertinentes, siendo el 28 de septiembre de 2005 cuando se inauguró la nueva estación. Las dimensiones de esta Estación de Seguimiento es de 30 m de diámetro y 40 m de altura, con un peso total de 620 toneladas. En cuanto a sus misiones, ha participado en algunas como el seguimiento de la sonda Rosetta en su aterrizaje, por primera vez, sobre un cometa; también en el seguimiento del Churyumov-Gerasimenko, entre otros. Por otro lado, se encuentra inmerso en otras misiones como la de BepiColombo.

## Cultura

### Fiestas
- Carnaval. La fiesta más reconocida de Cebreros, son sus carnavales, considerados fiesta de interés turístico nacional.[30] La fecha del Carnaval de Cebreros siempre son 40 días antes de Semana Santa, desde el sábado hasta el martes que precede al miércoles de ceniza, cuando tiene lugar el tradicional Entierro de la Sardina. Los actos comienzan el sábado por la tarde con una traca, que precede al pregón a cargo de alguna personalidad, o del pueblo o un personaje de relevancia. Por Cebreros, han pasado el expresidente José María Aznar, la presentadora y actriz Isabel Prinz, el Premio Nobel de Literatura Camilo José Cela, el piloto de rallys Carlos Sainz, el astronauta Pedro Duque y el cantante Pablo Abraira, entre otros. Respecto a la celebración del Miércoles de Ceniza o El Entierro de la Sardina, fue una ampliación del Carnaval que se efectúa desde 1980, donde se queman sardinas en la plaza de España del pueblo. A estos días, hay que sumar el Domingo de carnaval, tradicionalmente llamado de Piñata. Este, fue introducido a comienzos de siglo por, el por entonces alcalde de la villa, Ramón Hernández Vidal. Sin embargo, esta celebración dominical se abandonó a consecuencia de la Guerra Civil. No fue hasta los años 1970 cuando se recuperaría y sigue estando presente, ya que es el día con el que se cierran los carnavales. Durante los días de Carnaval, por las tardes, se baila el tradicional Baile del Rondón o del Corro, donde se hace un gran corro al que se une cualquier pareja que lo desee a bailar la tradicional Jota Cebrereña en un corro de dos filas. Además, en estas fechas es habitual que en las casas y tahonas del pueblo se realicen diferentes dulces típicos como son los huesillos, sequillos, bollos, mantecados, magdalenas de flores, retorcidos, roscos, rosquetes o rosquillas. Tal es la importancia de estos, que en el año 2009 fueron declarados como fiesta de interés turístico regional, siendo uno de los más famosos incluso a nivel nacional. En estos se efectúa un concurso de carrozas y comparsas, sin embargo, en el primer domingo solo pueden participar los de la localidad, mientras que el Domingo de Piñata ya el concurso es provincial, al que concurren diferentes personalidades. El desfile, que comienza a las doce de la mañana, comienza a desfilar por la Avenida de la Constitución hasta la Plaza de España del municipio. Los Carnavales de Cebreros han tenido una gran relevancia a lo largo de la historia, esto lo demuestran acontecimientos como la visita de Alfonso XIII en 1912, quien se disfrazó para ir de incógnito. El monarca iba acompañado del marqués de Viana. Sin embargo, fue descubierto y aclamado por los cebrereños que allí se encontraban presentes. Respecto al origen de los Carnavales en la villa, no se tienen datos concretos de este. No obstante, sí que es conocida su continuidad a lo largo del tiempo, donde ni la dictadura de Franco con algunas medidas logró frenarla. El mayor episodio respecto a esto, se encuentra en 1960, cuando se decretó la prohibición de los carnavales. Los cebrereños saltándose la prohibición se manifestaron en la plaza del Altozano. En esta aparecieron todos disfrazados de negro por temor a las posibles represalias. De esta manera siguieron celebrando el carnaval, pero multaron a todos los presentes. El pueblo se rebeló y el por entonces gobernador civil de Ávila, José Antonio Vaca de Osma, les indultó pero cambió el nombre y en vez de llamarse carnavales, pasaron a Festival de Invierno. El I Festival de Invierno que se celebró fue al año siguiente, 1961.[31][32] El Nobel de Literatura Camilo José Cela, en su pregón de 1950, definió los carnavales de la siguiente manera:

El Carnaval de Cebreros es un carnaval de bodega, de pan de flor y de lomo en tripa, de ronda de danzantes en la plaza y de máscaras adornadas con la piel del lobo, el asta del venado y el ala del águila caudal [...]. El carnaval pasa sobre Cebreros como un halo de felicidad antigua, de patriarcal deseo. El aire del carnaval cobra en Cebreros la fuerza del viento de las bodas y los cebrereños sienten cocer la sangre con furor esbelto de dos mil años.

- Fiestas de agosto o de la Virgen. Estas fiestas tienen lugar entre el 13 y el 17 de agosto en honor a la patrona del pueblo, la Virgen de Valsordo. Tradicionalmente, desde julio se empieza a limpiar y preparar la iglesia de Santiago Apóstol para acoger a la Virgen que será subida de la ermita de Valsordo el primer sábado de agosto. Previa a la subida, el cura ofrece una misa en Valsordo y tras esta, muchos vecinos ayudan a subirla en procesión hasta la iglesia. Aquí permanece hasta primeros de septiembre. Desde que la Virgen de Valsordo se queda en la villa, el cura ofrece una misa diaria por las mañanas. A esto se suma que el 15 de agosto se realiza una procesión de la imagen de la Virgen por el pueblo. Tras concluir la misma, se procede a subastar los banzos para meterla de nuevo dentro de la iglesia. Una celebración más que tiene lugar en torno a la Virgen de Valsordo es la conocida como novena. Esta consiste en que las "Camareras", que suelen ser alrededor de 12 cebrereñas, vistan a la virgen, tardando en torno a 5 horas. A cambio, a estas se las permite besar a la Virgen. Esta función desempeñada por las "Camareras", antiguamente eran las jóvenes casaderas que lo hacían con el objetivo de que les saliese novio. Respecto a todas estas celebraciones, se ha perdido que perduró hasta los años 1950. Esta consistía en rezar el rosario por las calles de Cebreros, donde se salían con las mejores galas a una procesión donde la banda de música amenizaba el recorrido. Tras realizarla, se quemaban cestos, banastas y otros útiles, mientras los cebrereños saltaban encima de las hogueras. Se han abandonado algunos como este, pero se han incorporado otros como el rito de realizar una ofrenda floral a la Virgen de Valsordo durante su estancia en la Iglesia. Este se lleva efectuando desde 1997. Aparte de todas estas hay elementos más lúdicos. Todos los días por la noche se pone música hasta bien entrada la madrugada, para que amenice los acontecimientos festivos de un día a otro. Además, en torno a las 8 de la mañana comienzan los encierros que discurren por una parte del pueblo y que culminan en la plaza de toros que se instala en las afueras del municipio. Esta decisión es bastante reciente, ya que tradicionalmente la plaza de toros se instalaba en la Plaza de España. Hay que añadir dos celebraciones. La primera los tradicionales toros. La segunda son actividades como el concurso de la "Vaquilla de los Cien Euros", en la que se suelta una vaquilla con un sobre con 100 € entre los cuernos y los cebrereños intentan cogerlo, y la tradicional "Vaquilla del Aguardiente", que ha sido sustituida por la cucaña, en la que en medio de la plaza se ata a dos cuerdas un jamón e intentan descolgarlo antes de que venga la vaquilla. En general a todas estas celebraciones acude multitud de personas no solo de Cebreros sino de distintos puntos, principalmente provinciales, aunque también destacan los madrileños.[33]
- Romería a la Ermita de la Virgen de Valsordo. Esta celebración tiene lugar el primer domingo de mayo. Sin embargo, hasta los años 1960 esta tenía lugar el segundo domingo después de Pascua. Históricamente, se cree que comenzó a celebrarse a principios del siglo XX. La celebración consiste en que la gente baja a la Ermita de Valsordo donde se celebra una misa en honor a la Virgen de Valsordo en la explanada y tras esta, se procede a la procesión alrededor de la ermita. Finalizado este acto se subastan los banzos para meter de nuevo a la Virgen dentro de la ermita. Concluidos estos actos, la gente, que baja desde primeras horas de la mañana para preparar los ranchos (mantas, cestas, platos, comida...) y para cocinar, se dispone a comer mientras la Banda de Música de Cebreros toca diferentes piezas musicales. Los cebrereños pasan allí la tarde, mientras que dentro de la emite se reza un rosario.[34]
- Fiesta de la vendimia. Otra de las fiestas destacadas del municipio es la Fiesta de la Vendimia, esta se realiza desde el año 2000. La fecha concreta es a mediados de septiembre que es cuando se inicia la vendimia de la uva tinta. La principal razón fue expandir más el nombre de los vinos de la localidad, donde hay una importante actividad vinícola. En esta, se compite desde el proceso de corta hasta la propia pisa de la uva, permitiendo observar cómo se elaboraba de manera tradicional. Hay distintas categorías distintas: niños, jóvenes y adultos, separándose por sexos. De esta manera, en el marco de la fiesta, también se desarrolla una cata de vinos, además de distintas charlas.[35]

### Gastronomía
De Cebreros sobre todo son famosos sus vinos. Desde el 17 de mayo de 2017 fue reconocido su calidad y prestigio al otorgarle la distinción de Denominación de Origen Protegida. Con este reconocimiento, se engloba tanto a las dos principales productoras de vino del municipio: Vinos Perlado y Vinos El Galayo, como a otras nueve bodegas que abarcan un total de 35 municipios del sur de la provincia. En Cebreros, las dos principales productoras de vino son las citadas anteriormente. Primeramente, Vinos Perlado, que nació en 1940 a manos de Benito Blázquez Herranz. Por otro lado, la cooperativa del pueblo, Vinos El Galayo. Fue fundada en 1954 por un total de 150 viticultores. Sin embargo, históricamente, existía la Sociedad Vinícola Cebrereña, conformada en 1884 que fue el precedente de la ya mencionada cooperativa. Aparte de los vinos, también destacan otros dulces típicos sobre todo de determinadas épocas como son las rosquillas, huesillos, retorcidos, mantecados, flores, magdalenas, sequillos, hojaldres de vino o bollos de coco, entre otros. Todos estos, son muy comunes consumirlos en Carnavales. El último elemento típico del pueblo es el "Anís la Cebra", este se producía en el pueblo, en una antigua fábrica, hoy en día cerrada.
Aparte de estas cosas típicas de Cebreros, también se pueden degustar otros elementos de la provincia de Ávila como la carne. Esta es una carne roja, donde sobre todo destaca el conocido como chuletón de Ávila. Además, destaca el queso de Candeleda, el aceite que se produce en el valle del Tiétar, las nueces y los piñones del valle del Alberche, las yemas de Ávila o las judías blancas de El Barco de Ávila.

## Comunicaciones
Al municipio llegan dos líneas de autobús, una de ellas comienza su recorrido en el Intercambiador de Moncloa, en Madrid y la otra en el de Príncipe Pío, también en Madrid. Una está operada por la empresa CEVESA y la otra por ALSA, siendo las siguientes:
| Línea | Recorrido                                                                   |
| ----- | --------------------------------------------------------------------------- |
| 551   | Madrid (Príncipe Pío) - San Martín de Valdeiglesias - El Tiemblo / Cebreros |
| 645   | Madrid (Moncloa) – Robledo de Chavela - Cebreros                            |